# Galerucella unicostata
Galerucella unicostata es una especie de insecto coleóptero de la familia Chrysomelidae.

## Historia
Fue descrita científicamente en 1937 por Pic.